# Heilig Grafkerk (Cambridge)

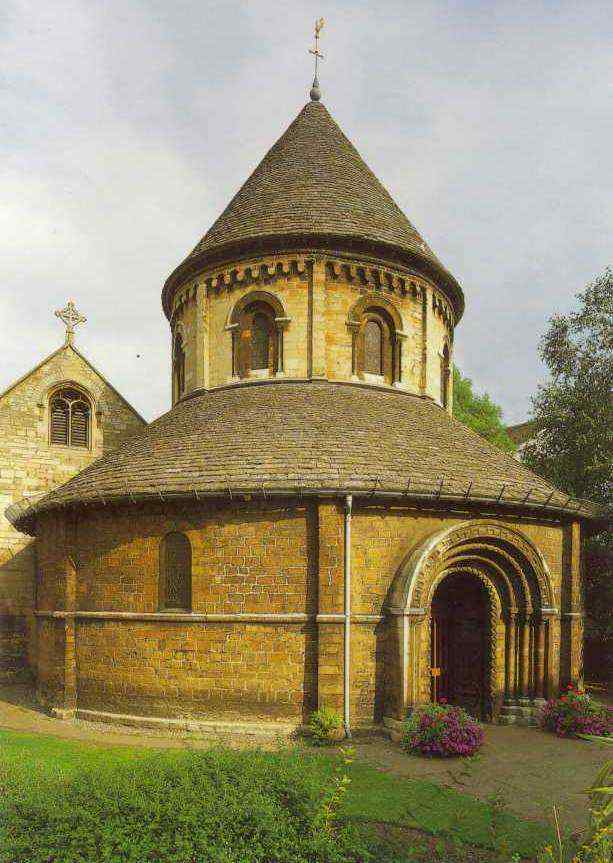
Heilig Grafkerk, Cambridge

De Heilig Grafkerk (Engels: Church of the Holy Sepulchre), meestal aangeduid als Ronde Kerk (Round Church), is een middeleeuwse anglicaanse kerk in de stad Cambridge, Engeland. De kerk staat op de hoek van Round Church Street en Bridge Street. Het is een van de vier middeleeuwse ronde kerken die nog steeds in gebruik is binnen Engeland. Sinds 1950 staat de kerk als Grade I-gebouw op de Britse monumentenlijst. De kerk wordt beheerd door christenen.
De kerk werd rond 1130 gebouwd, waarbij de ronde vorm werd geïnspireerd op de Heilig Grafkerk in Jeruzalem. Het werd vermoedelijk gebouwd door de fraters van de Heilig Grafkerk, die toebehoorde bij de augustijnenorde. Het gebouw bestond uit een rond schip en een kooromgang met klein altaar, mogelijk in de vorm van een apsis. Oorspronkelijk was de kerk een pelgrimskapel aan de Romeinse weg, ook bekend als de Via Devana (tegenwoordig de Bridge Street). Halverwege de 13e eeuw werd het een parochiekerk onder het patroonschap van de priorij van Barnwell.
Gedurende de 15e eeuw werden de Normandisch ramen vervangen door gotische grotere ramen in het schip, er werden schilderingen van engelen in het dak van de kerk toegevoegd.